# Nhược Mộc
Nhược Mộc (chữ Hán: 若木) là vị quân chủ đầu tiên của nước Từ, một quốc gia từng tồn tại hơn 1600 năm trong lịch sử Trung Quốc. Quốc gia này vào thời nhà Hạ ở vào địa phận vùng phụ cận của huyện Đàm Thành tỉnh Sơn Đông ngày nay, đến giữa thời nhà Thương thì di chuyển đến khu vực huyện Tứ tỉnh An Huy và tiếp nữa khoảng đầu thời nhà Chu lại dời đến huyện Tứ Hồng tỉnh Giang Tô ngày nay.

## Thân thế
Theo Sử Ký Tư Mã Thiên - Tần bản kỷ thì cha Nhược Mộc là Bá Ích từng làm quan nước Hữu Ngu thời vua Diêu Trọng Hoa, sau khi Diêu Trọng Hoa được đế Nghiêu thiện nhượng trở thành đế Thuấn thì ông được nhà vua ban thưởng Diêu Khương Nữ và cho ăn lộc ở ấp Doanh. Từ đó về sau hậu duệ Bá Ích đều lấy tên đất phong của ông làm họ, Diêu Khương Nữ lấy Bá Ích sinh ra Đại Liêm và Nhược Mộc, Đại Liêm chính là tổ tiên của nước Tần và nhà Tần, nước Lương thời Xuân Thu và nước Triệu thời Chiến Quốc cùng nước Nam Việt thời Tây Hán.

## Sự nghiệp
Nhược Mộc lớn lên trong lúc Hoàng Hà lũ lụt triền miên, cha ông được đế Thuấn cử đi hỗ trợ Hạ Vũ trị thủy. Ông tuy thiếu thốn tình cảm của cha nhưng lại được mẹ dạy dỗ chu đáo, bên cạnh nữa ông có tư chất thông minh nên rất được thiên hạ kính nể. Bấy giờ có bộ lạc Điểu Tục thị muốn tiếp thu nền văn hóa Trung Nguyên nên sai người đến cầu kiến đế Thuấn, đế Thuấn liền hạ lệnh cho Nhược Mộc đến nơi đó vừa giao lưu vừa khai hóa văn minh. Từ khi Nhược Mộc đến, bộ lạc này được sự chỉ dạy của ông phát triển rất mau lẹ, họ tôn xưng ông làm thủ lĩnh để lãnh đạo cải cách cho có phép tắc rõ ràng.
Khi còn tại vị vua Vũ có ý định nhường ngôi cho ông nội Nhược Mộc là Cao Dao song Cao Dao lại mất trước nhà vua, nhà vua mới đem ngôi báu truyền lại cho cha ông là Bá Ích. Tuy nhiên sau khi vua Vũ băng hà, Bá Ích đứng ra chấp chính chủ trì quốc tang đúng 3 năm rồi đem ngôi vị trao lại cho con trai vua Vũ là Hạ Khải, Hạ Khải vì nhớ ơn Bá Ích có công giúp cha mình trị thủy hơn nữa lại đem ngôi báu trả lại mình bèn phong Nhược Mộc làm vua nước Từ.